# Typhlocyba rubricola
Typhlocyba rubricola är en insektsart som först beskrevs av Erhard Christian 1954.  Typhlocyba rubricola ingår i släktet Typhlocyba och familjen dvärgstritar. Inga underarter finns listade i Catalogue of Life.